# Situl arheologic Schitul Nifon

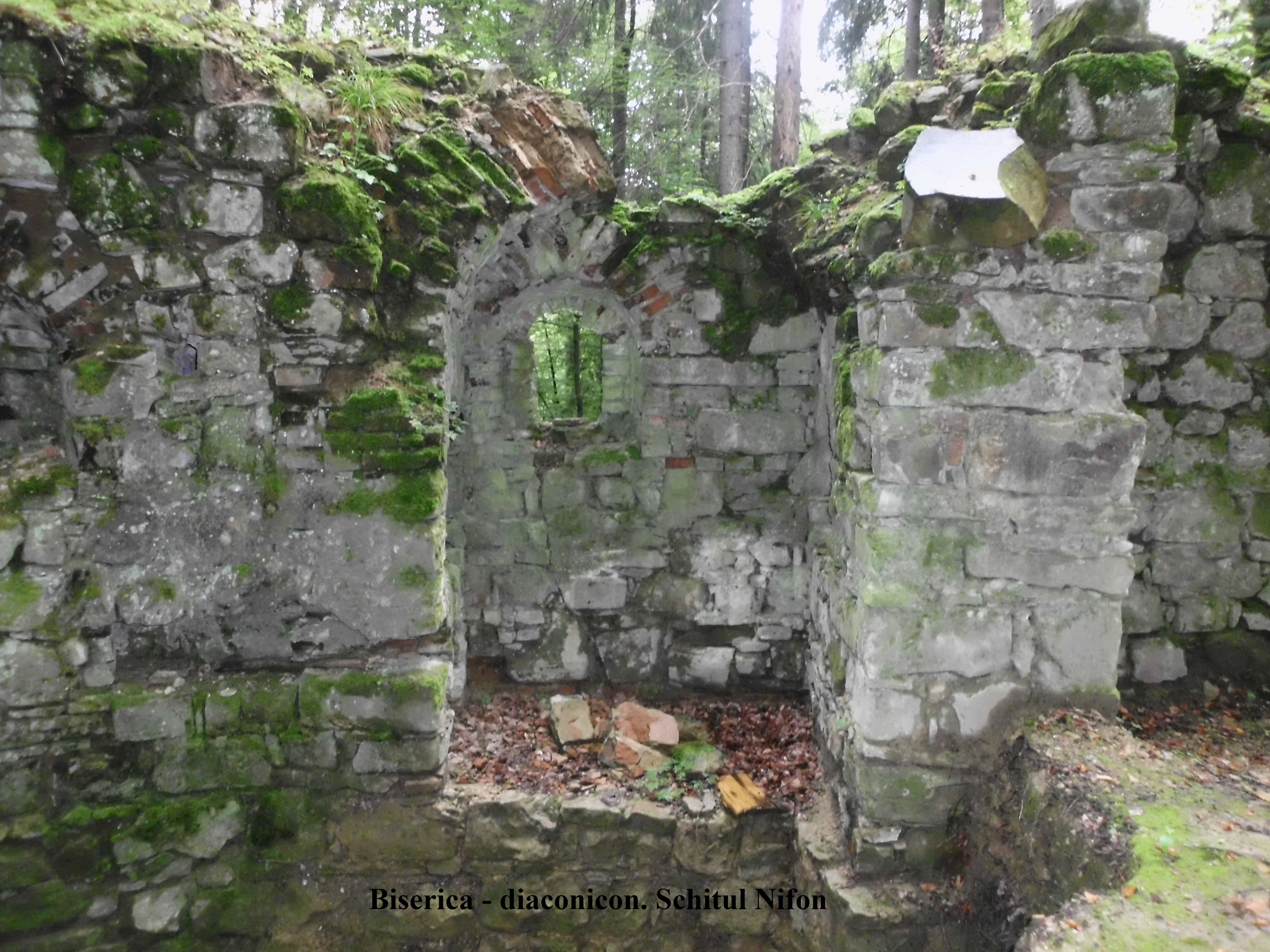
Situl arheologic Schitul lui Nifon

Schitul Nifon este un schit ortodox aflat în comuna Vânători, județul Neamț, la o distanță de 19 kilometri de Târgu Neamț.

## Amplasare
Schitul Nifon este situat la circa 2 km NV de Mănăstirea Secu și la circa 300 m SV de noul Schit Nifon, sfințit în anul 2011. Conform legendei păstrate între localnicii Mănăstirii Secu, la începutul secolului XX, preluată de către Dionisie Udișteanu: „Schitul Nifon ar fi fost făcut îndată după fondarea Mănăstirii Secu, de către un călugăr cu numele Nifon, venit din Muntele Athos. Acest călugăr, după ce a terminat biserica și schitul cu locuințele, a chemat la sfințire pe mitropolitul vremii de atuncea, Anastasie Crimca. Biserica nefiind făcută pe locul indicat mai înainte de mitropolit, adică în Poiana lui Gheorghe, mai în apropiere de Dealul vacilor, n-a fost sfințită; schitul s-a distrus, iar catapeteasma a fost luată și așezată în paraclisul „Adormirea Maicii Domnului” din Secu, unde se poate vedea și astăziˮ.

## Legenda
Schitul Nifon, conform unor legende care circulau în prima jumătate a secolului XX, ar fi fost fondat după ctitorirea Mănastirii Secu, de un călugăr venit de la Muntele Athos, cu numele Nifon. Acesta, după ce a construit schitul, a chemat la sfințire pe mitropolitul Anastasie Crimca. Tot conform unei legende, schitul ar fi fost ars în 1821 și reconstruit de către Ieroschimonahul Nifon Ionescu, ctitorul Schitului Podromu de la Muntele Athos. El nu ar fi terminat biserica deorece nu ar fi avut binecuvantarea mitropolitului. Această a doua legendă este, însă, eronată, Nifon Ionescu neavând nici măcar metania la Mănăstirea Secu, iar documentele nepomenind nimic despre el. In plus, schitul Nifon nu a fost afectat de evenimentele de la 1821.

## Istoric
Sursele istoriografice indirecte susțin că schitul ar fi fost ctitorit pe parcusul secolului XVII, la date diferite: 1664 , 1667  și 1690 . Biserica așezământului monahal a purtat hramurile: Buna Vestire și Sfântul Ierarh Modest , primul hram fiind preluat și de noul schit Nifon. După desființarea Cetății Neamțului (transformată în mănăstire în sec. XVII și închinată mănăstirii Secu), în anul 1718, a foat adusă la Schitul Nifon, împreună cu alte bunuri, icoana Maicii Domnului, cunoscută în popor sub numele de „Ciprioataˮ. Aceasta a fost păstrată în biserica schitului până anul 1758.
Narcis Crețulescu opinează că Schitul Nifon a fost închinat Mănăstirii Secu la anul 1765 de ctitorul, egumenul Nifon din Mănăstirea Secu. C. Bobulescu  este de părere că ctitorul Nifon Udrescu (stareț  al Mănăstirii Secu între 1757-1765) a avut următoarea motivație pentru a zidi schitul: „Poate că Nifon este și acela care clădește schitișorul din apropierea mănăstirii Secului. Căci n-avem altă dovadă că el este adevăratul ctitor, doar atât că a purtat numele, de „schitul lui Nifonˮ până mai acum câteva decenii în urmăˮ.La începutul secolului XIX, în anul 1815 s-a făcut o danie schitului, o carte de cult, care are următoarea însemnare: „Acest Checragarion, cu bl(a)goslovenia preasfințitului nostru arhipăstoriul chirio Veniamin s-au dat cuviosului ieroschimonah Andrei ot schitul ce să numeaște a(l) lui Nifon, ca să-i fie spre cetire până la moarte. Iară de i s-ar întâmpla ieșire de la schit, nu are voie să-l ia, ci să rămâe schitului.
În anul 1821 a avut loc la Mănăstirea Secu cunoscuta luptă dintre eteriști și turci, din care mănăstirea a avut mult de suferit. După acest eveniment s-a încetățenit ideea că schitul Nifon a fost ars odată cu mănăstirea și celelalte schituri din jur. Acestă afirmație nu poate fi dovedită din punct de vedere documentar, deoarece toate documentele ce redau în detaliu aceste fapte nu menționează nimic despre schit.
Tradiția orală, păstrată între monahii Mănăstirii Secu, preluată și de unele scrieri, menționază că schitul ar fi fost refăcut de către Ieroschimonahul Nifon Ionescu, ctitorul Schitului Podromul de la Muntele Athos, în anul 1824. Acestă tradiție este eronată întrucât ieromonahul Nifon Ionescu avea metania la Mănăstirea Horaița împreună cu ieromonahul Nectarie, iar în momentul când a fost dat Așezământul pentru schitul Podromu de la muntele Athos, în anul 1852, de către mitropolitul Sofronie Miclescu, în acesta se menționează că acești doi ieromonahi erau plecați de mulți ani la Muntele Athos , iar cercetările arheologice întreprinse începând cu anul 2011 nu au scos la lumină nici o urmă de incendiu în obiectivele studiate (biserică și chilii) , ceea ce dovedește că această legendă este eronată. 
Ultimele informații scrise despre schitul Nifon sunt din anul 1843, când apare în Hrisovul pentru Așezământul statornicirii rânduielei soborului sfintelor Mănăstiri Neamțu și Secu, dat de domnul Moldovei, Mihail Sturza, la 4 mai 1843. Art. 36 se menționează că: „Schiturile Săhăstria, Sihla și Nifon vor rămâne întru purtarea de grijă a Egumenului, rânduindu-se de către starețul la dânsele proistoși din părinții cei mai încuviințați a Monastirii aceștia, Secul, dupre rânduiala păzită încă din zilele preacuviosului Paisie” . 
Această carte este dăruită de sfinția sa ieroschimonahul Gherman din Sfânta Mănăstire Neamțul, sfântului schit Nifon, unde se cinstește și se prăznuiește hramul „Bunei Vestiri a Sfintei Născătoare de Dumnezeu” și cine o va înstrăina, oricare va fi acela, de la numitul schit să fie neiertat canon până iarăși o va întoarce. 1843 februarie 2ˮ. Ieroschimonahul Gherman a mai dăruit schitului Nifon, tot în același an, și alte cărți bisericești: Bogorodicină tipărită la Neamțu în 1816, pe care a însemnat următoarele: „Starețul Silivestru a murit la 1818 în mai 26, la două ceasuri din zi. Gherman duhovnic și eclesiarh”. La 1823 noiembrie 23, la trei ceasuri din noapte a murit starețul Ilarieˮ; b; Un minei octoih tipărit la Neamțu în 1831; Teofilact: Tâlcuirea evangheliilor, tipărit la Iași în 1805 și Un trup de minee, tipărite la Neamțu în 1831, legate” .
La jumătatea secolului XIX, așezământul monahal încetează să funcționeze. În legătură cu data dispariției schitului există câteva opinii: Dionisie Udișteanu menționează că „schitul a dăinuit până pe la 1850, poate și peste această dată, când a fost mistuit de focˮ ; Macarie Ciolan amintește ca dată de încetare anul 1859  iar C. Bobulescu a scris despre așezare: „doar atât că a purtat numele, de schitul lui Nifon până mai acum câteva decenii în urmăˮ . Din aceste relatări se poate desprinde concluzia că schitul și-a încetat activitatea după anul 1863, când au fost secularizate averile mănăstirilor; acest fapt a dus la micșorarea numărului de călugări din mănăstirea Neamț și Secu, iar din această cauză se poate presupune că schitul Nifon a fost părăsit. 
Este foarte greu de imaginat cum s-au putut crea aceste legende prin mișcarea în timp și spațiu a unor persoane și lucruri. Prin dispariția primei și celei de a doua biserici a Schitul Nifon, care au fost construite cel mai probabil undeva în apropierea actualului schit cu acest nume, s-a pierdut în timp localizarea lor. Dăinuirea acestor ruine situate nu departe de amintitele biserici au determinat mutarea, în mentalul colectiv, a localizării inițiale a schitului către un lucru existent, și anume această biserică din piatră. În altă ordine de idei, construcția din piatră sau chiar a doua biserică a Schitului Nifon nu a putut fi ridicate de Nifon Ionescu din mai multe motive. Citind cu atenție biografia lui Nifon Ionescu, observăm că provenea dintr-o familie modestă, fapt ce nu i-ar fi permis să ridice o biserică, mai ales de dimensiunile celei pe care o vedem astăzi. De asemenea, când a intrat în obștea călu - gărească de la Horaița, a luat numele de Natanail, pe care îl schimbă în Nifon, când devine schimonah, după plecarea la Atos, în 1840. Dacă acesta ar fi rectitorit schitul, în tradiția locului ar fi trebuit să rămână ca Natanail, ținând cont că el nu mai revine în țară decât pentru perioade scurte de timp. Ținând cont de toate informațiile de până acum, putem concluziona că biserica de piatră pe care o vedem astăzi nu a aparținut niciodată Schitului Nifon.
Ea a fost construită, dacă ținem cont de compoziția mixtă și grosimea zidurilor care ar fi trebuit să susțină o boltă foarte grea, undeva prin secolele XVII-XVIII, sau poate spre sfârșitul acestei perioade, de obștea călugărilor paisieni de la Neamț și Secu. De obicei, bisericile din secolul al XIX-lea au zidurile ceva mai subțiri și mai bine finisate, datorită unor materiale de construcție mai bune. Orientarea construcției în teren cu altarul spre sud, grosimea impresionantă a zidurilor care nu era necesară unui schit, ar putea justifica probabilitatea ca această zidire să fi fost gândită ca un loc de adăpost și apărare a călugărilor de origine slavă de la Neamț și Secu. Numărul mare al acestora (aproximativ 800 în cele două mănăstiri) ar justifica dorința de a avea un loc sigur de retragere în cazul unor conflicte armate între supușii dinastiei Romanovilor și cei ai coroanei habsburgice. Poate că din acest motiv dăinuie un mister asupra construcției. Probabil legendele au fost create pentru a se mistifica adevărul. Ele s-au transmis din generație în generație, devenind pentru localnici veridice în defavoarea documentului istoric. Nu știm dacă a fost sfințită și dacă a funcționat ca biserică sau a fost o biserică ce a purtat alt nume. Săpăturile arheologice, probabil, ne vor da indicii despre perioada ridicării construcției, ceea ce ne va ajuta mult în noile cercetări pe care le vom întreprinde.